# Troglohyphantes jamatus
Troglohyphantes jamatus är en spindelart som beskrevs av Roewer 1931. Troglohyphantes jamatus ingår i släktet Troglohyphantes och familjen täckvävarspindlar.
Artens utbredningsområde är Slovenien. Inga underarter finns listade i Catalogue of Life.